# (2287) Kalmykia
(2287) Kalmykia est un astéroïde de la ceinture principale.

## Description
(2287) Kalmykia est un astéroïde de la ceinture principale. Il fut découvert le 22 août 1977 à Naoutchnyï par Nikolaï Tchernykh. Il présente une orbite caractérisée par un demi-grand axe de 2,24 UA, une excentricité de 0,17 et une inclinaison de 5,3° par rapport à l'écliptique.
Il est nommé d'après la République socialiste soviétique autonome de Kalmoukie.

## Compléments